# Арутюнян, Арам Хачикович
Ара́м Ха́чикович Арутюнян (арм. Արամ Հարությունյան, род. 20 июля 1967, Егвард) — армянский государственный деятель. Губернатор Котайкской области РА
- 1987—1992 — Ереванский инженерно-строительный институт. Инженер-строитель.
- 1984—1985 — рабочий на Наирийском дорожно-строительном участке.
- 1985—1987 — служил в советской армии.
- 1988—1992 — секретарь комитета ЛКСМ агрофирмы «Наири».
- 1992—1994 — занимался коммерческой деятельностью в РФ.
- 1994—1996 — директор госпредприятия «Арминкомобслуживание».
- 1996—1999 — директор госпредприятия «Армплодопроизводство».
- 1999—2003 — был депутатом парламента РА. Член постоянной комиссии по социальным вопросам, здравоохранению и экологии.
- 25 мая 2003 — вновь избран депутатом. Член постоянной комиссии по финансово-кредитным, бюджетным и экономическим вопросам.
- 2004—2007 — министр градостроительства Республики Армении
- 2007—2014 — министр охраны природы Республики Армении
- С 8 мая 2014 — губернатор Котайкской области Республики Армении
- С 2 апреля 2015 года — председатель комитета водного хозяйства Армении.
- В январе 2019 года привлечен в качестве обвиняемого в по делу о коррупции и объявлен в розыск[1].

## Обвинение в коррупции
По данным на июнь 2019 года Араму Арутюняну предъявлено обвинение в получении взятки в особо крупных размерах и отмывании денег (по статьям 331.ч.4.2п. и 190 ч.3.1п.) Будучи представителем исполнительной власти, при содействии близких ему людей он получил взятку в особо крупных размерах, после чего узаконил имущество, полученное незаконным путем. Согласно обвинению, Арам Арутюнян будучи министром охраны природы, в то же время занимая пост председателя межведомственной комиссии по формированию общественного права на участки недр, содержащих полезные ископаемые стратегического значения, выдал предпринимательнице Сильве Амбарцумян 10 специальных лицензий, в связи с чего потребовал и получил взятку в особо крупных размерах $14 млн. Арам Арутюнян объявлен в розыск.